# ادوارد موئر
ادوارد موئر (آلمانی: Eduard Mohr; ۲۹ ژوئن ۱۹۰۲ – ۲۰ سپتامبر ۱۹۸۴) قایقران قایق بادبانی اهل آلمان بود.